# バックエンドデータベース
バックエンドデータベース (英: back-end database)は、データベース自体に格納されているアプリケーションプログラミングや、データの低レベルの操作（SQLコマンドなど）ではなく、外部アプリケーションを介してユーザーが間接的にアクセスするデータベースである。
バックエンドデータベースにはデータが保存されるが、保存されたクエリ、フォーム、マクロ、レポートなどのエンドユーザーアプリケーション要素は含まれない。
バックエンドデータベースの概念は、1989年にマイクロソフトによって発明された。

## エンタープライズデータベースシステム
バックエンドデータベースという用語は、大規模またはエンタープライズデータベースシステムを使用する開発者の間では広く使用されていない。これは、エンタープライズデータベースシステムがクライアントサーバーモデルの使用を強制し、データベース内にアプリケーションプログラミングを含めるオプションがないためである。このようなデータベースはすべてバックエンドデータベースとして使用されるため、この用語を使う必要がない。